# Aficiranje
Aficiranje (lat. afficere: djelovati), je pojam iz Kantove filozofije: objektivni predmeti (stvari po sebi) "aficiraju" naša osjetila tj. djeluju na njih potičući ih na aktivnost, i tako nastaju osjeti.